# Залізні Ворота (Дунай)

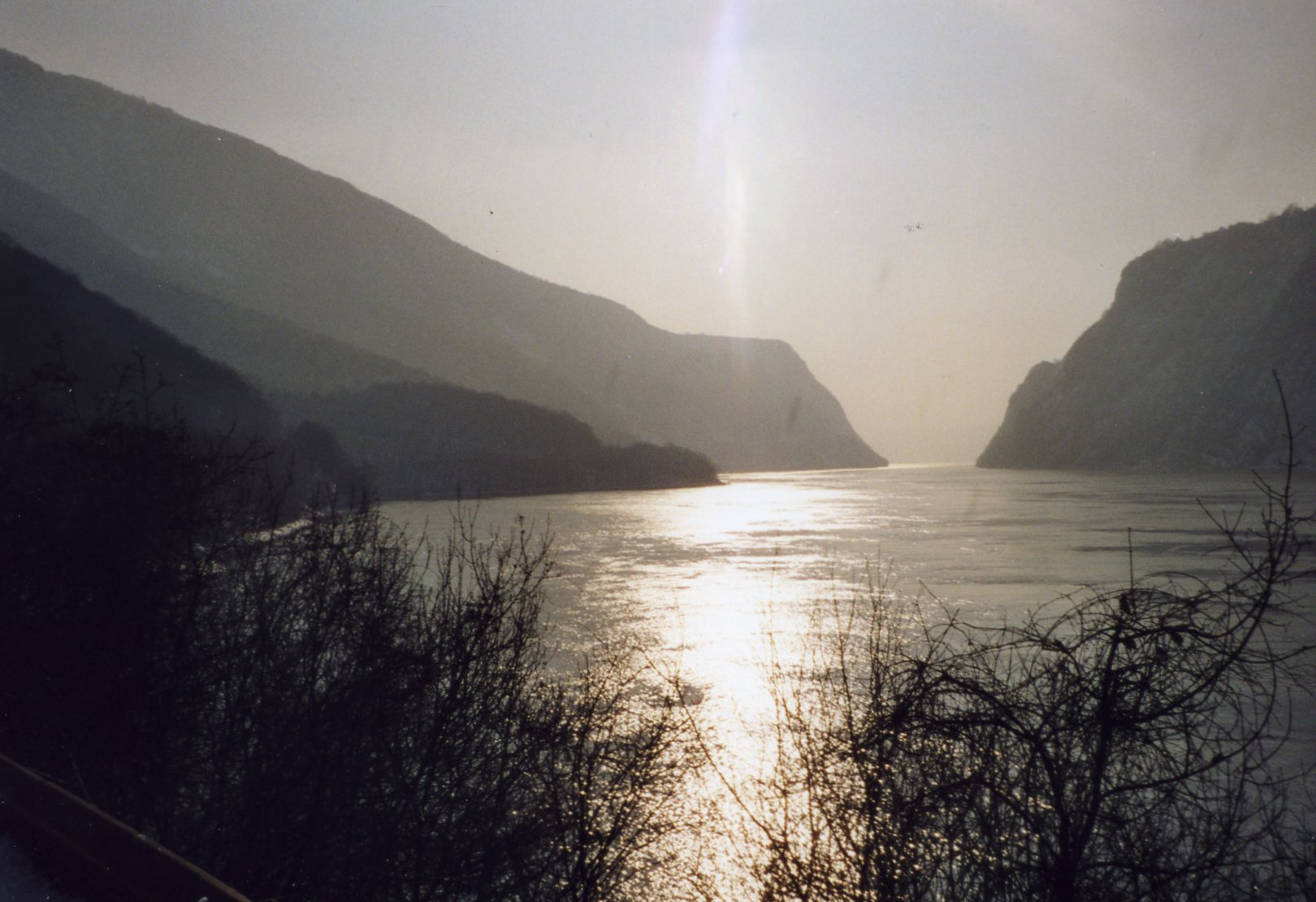
Залізні Ворота

Залі́зні Воро́та (рум. Porţile de Fier, серб. Ђердапска клисура / Đerdapska klisura, угор. Vaskapu, тур. Demirkapı, нім. Eisernes Tor, болг. Железни врата) — ущелина на р. Дунай на кордоні Сербії та Румунії. 
Відокремлює Південні Карпати від північно-західних передгір'їв Балканських гір. З сербського боку є частиною Національного парку Джердап, з румунського — національного парку Залізні Ворота
В широкому сенсі має протяжність 134 км, від с.Базіаш до м.Дробета-Турну-Северин. 
У вужчому розумінні — є тільки ділянкою, на якій розташовані дві гідроелектростанції (ГЕС Джедап І та ГЕС Джедап ІІ) біля румунського міста Оршова. При спорудженні ГЕС було затоплено острів Ада-Кале. У найширшому місці становить близько 2000 м, у найвужчому — 150 м.
Археологи назвали культуру мезоліту Залізні Ворота що була розповсюджена у Центрально-Дунайському регіоні приблизно 13000—5000 років тому.

## Опис
Перше звуження Дунаю лежить за румунським островом Молдова-Веке і знане як ущелина Голубац, завдовжки — 14,5 км та завширшки — 230 м у найвужчому місці. У його верхів'ї розташована середньовічна фортеця Голубац. За Люповською долиною лежить друга ущелина, Господарджин Вір, завдовжки 15 км та у найвужчому місці до 220 м. Ущелину обрамляють скелі заввишки до 500 м. Долина Доні-Милановац утворює зв'язок між ущелинами Великий та Малий Казан, які мають загальну довжину 19 км. Долина Оршова —  річкова долина перед ущелиною Сіп, далі Дунай виходить на Нижньодунайську низовину.
Великий Казан — найвідоміша і найвужча ущелина всього маршруту: річка тут звужується до 150 м і досягає глибини до 53 м. В ущелині Господарджин Вір є великі підводні "горщики", що суттєво збільшують глибину - у одному з них зафіксовано глибину 82 м. Це одна із найбільших річкових глибин на планеті.

## Гідроелектростанція

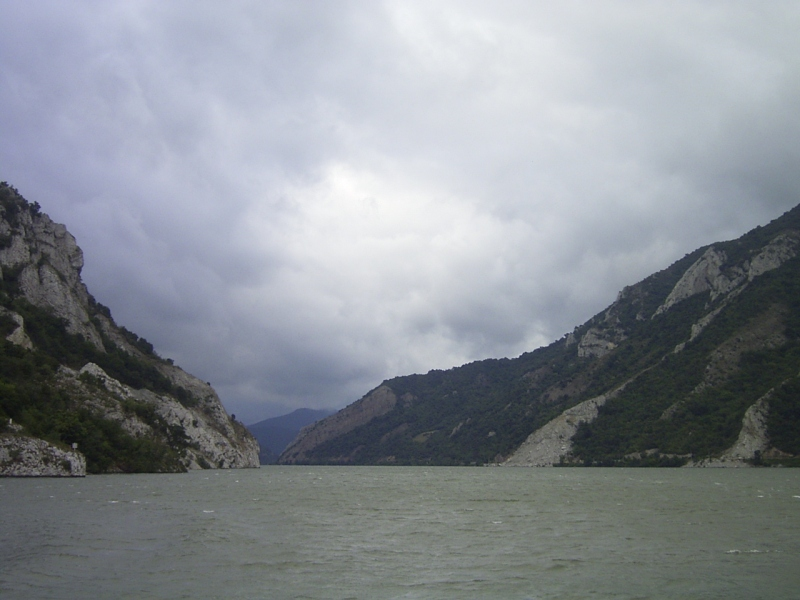
Залізні Ворота

### Залізні ворота 1
Шлюзи гідротехнічного і судноплавного комплексу «Залізні Ворота 1» були пущені в експлуатацію в серпні 1969 р. Шлюзи комплексу «Залізні Ворота 1» — це найбільші річкові шлюзи в Європі. Вони мають два ступені підйому з подоланням загального розрахункового перепаду рівня води 34 м, тобто висота кожного ступеня 17 м. Розмір камер шлюзів 310×34 м.
Конструктивно шлюзи виконані: один двоступеневий шлюз знаходиться біля лівого румунського берега, а другий — біля правого, сербського. Глибина на порозі шлюзів становить 4,5 м, а вільна висота проходу під мостами 10 м. У шлюзі правого берега передбачена можливість збільшення глибини на порозі до 5 м, а вільної висоти проходу — до 13,5 м. Це дає можливість пропускати через шлюз велике число побудованих на корабельнях Угорщини, Словаччини і Австрії плавучих кранів, суден типу «річка-море», великих пасажирських суден.
Кожен шлюз має верхній і нижній аванпорти з причальними стінками завдовжки близько 600 м. Максимально допустимі для шлюзування габарити складів у шлюзах 300×300×33 м. Час шлюзування через обидві камери займає близько 1 години.
У червні 1970 р. на ГЕС «Залізні Ворота 1» були пущені перші гідроагрегати, а до кінця 1971 р. система заробила на повну потужність. Загальна потужність гідроелектростанцій становить 2300 МВт, а середньорічне виробництво електроенергії −11,3 млрд кВт.

### Залізні ворота 2
Гідровузол «Залізні Ворота 1» проєктувався із самого початку в комплексі з гідровузлом «Залізні Ворота II», головний об'єкт якого розміщувався на 80 км нижче за течією.
Будувати ГЕС «Залізні Ворота II» Румунія і Югославія розпочали 1977 року. Першим був побудований румунський шлюз, розташований в спеціально проритому каналі, що проходить через острів Гогошу. З нижнього аванпорту шлюзу судна через рукав Гогошу виходять на основний Дунай.
Шлюз одноступеневий, розміром 310×34 м. Глибина на порозі шлюзу становить 5 м, а вільна висота проходу під мостами 16,5 м. З дунайського боку острова Гогошу в створі «863 км.» розташовано поряд дві будівлі електростанцій, потім водозливна і земляна дамби, в останній знаходиться сербський шлюз, що має такі ж розміри, як і румунський. Допустимі габарити складів для шлюзування такі ж, як і в шлюзах «Залізні Ворота 1», тобто 300×33 м.
Потужність ГЕС «Залізні Ворота II» становить 432 МВт, а середньорічне виробництво електроенергії 2,5 млрд. кВт.